# Microsoft XNA
Microsoft XNAは、マイクロソフトによるコンピュータゲームデザイン、開発および管理を促進することを目的としたゲーム開発のためのツールである。マネージ実行環境を完備する。2004年3月24日、カリフォルニア州のサンノゼのGame Developers Conferenceで発表され、2006年12月11日にリリースされた。2014年4月に終了。
XNAは「XNA's Not Acronymed」（XNAは頭字語ではない）の再帰的頭字語である。

## 概要
「インディーゲーム」というものがまだ一般的でなかった2000年代中頃において、インディーゲーム開発者向けに無償の統合開発環境である「XNA Game Studio」を提供し、さらに家庭用ゲーム機であるXBOX 360におけるゲーム販売チャネルの「Xbox Live Indie Games」まで提供したことから、PC（Windows）からコンシューマ（XBOX）まで低コストで一気通貫に展開できるゲームエンジンとして、インディーゲームクリエーターにとって第一の選択肢となり、ゲームクリエーターとしての独立を考える人の心に火をつけた。しかし2010年頃より、Unityを筆頭にPCからコンシューマ（全機種）までを幅広くサポートした低コストのゲームエンジンが多数登場するようになるとその役目を終え、展開を終了した。

### XNA Framework
XNA Frameworkは.NET Framework 2.0及び.NET Compact Framework 2.0をベースにしている。これに加えて、異なるプラットフォーム間でのコードの再利用を促進するためのゲーム開発に特化した拡張クラスライブラリが追加設計されている。これには、XNAゲームの実行に最適化されたマネージド実行環境を提供するための共通言語ランタイムが含まれている。ランタイムはWindows XP、Windows VistaおよびXbox 360に用意されており、XNAを利用して作成したゲームはこれらどのプラットフォームにおいても最小限の改変もしくは全くの改変なしに動作する。XNA Frameworkを対象とするゲームはC#などマネージ言語を使ってコードを記述できる。
XNA Frameworkには、ほかにもゲーム内容の充実のための援助となるXACTなどのツールも含まれている。これらのツールはゲームの外観やサウンドを充実させるための支援となる。

### XNA Build
XNA Build はGame Asset Pipelineの個人のゲーム開発努力を定義、維持し、デバッグ、最適化する手助けをするGame Asset Pipeline管理ツールである。Game Asset Pipelineはテクスチャ、3Dモデルなどのゲームコンテントをゲームエンジンに適した形に改変するプロセスを記述する。

### XNA Studio
XNA Studioはゲーム開発のための統合開発環境である。Visual Studio 2005 Team SystemをベースにXNA Studioはコンテントクリエイター、プログラマ、管理者、テスター間の協力に関する仕組みを提供する。

### XNA Game Studio
XNA Game Studioはゲーム開発者向けの統合開発環境である。

#### XNA Game Studio Express
XNA Game Studio Expressは自作ゲーム開発者向けの統合開発環境である。Expressバージョンは無料でダウンロードでき、趣味プログラマがより簡単にゲームの開発をできるようにすることを目的としている。プログラマはXNA Frameworkを使用してWindowsで実行できるゲームを無料で作成できるが、それをXbox 360で実行するには年間99ドルを支払って「creator club」に加入しなければならない。XNA Game Studio Expressには、特定のジャンルのゲームのフレームワークを提供する「スターターキット」がある。例えば、アクションゲーム、リアルタイムストラテジー、ファーストパーソン・シューティングゲーム (FPS) などである。初期リリースでは、コンパイルされたバイナリを他のXbox 360プレイヤーに配布することはできない予定である。Xbox 360上でゲームを実行したいのであればソースコードを取得し、各々「creators club」に加入する必要がある。Windows上でのバイナリの配布は可能である。
ベータ版は2006年8月、2006年11月にそれぞれリリースされ、最終バージョンは2006年12月11日に公開された。なお、2007年4月24日に新版である1.0 Refreshがリリースされた。1.0 Refreshでは文字の描画など1.0と比較して幾つかの新機能追加や改善が行われた。

#### XNA Game Studio 2.0
当初発表されたXNA Game Studio Professionalは最終的に出荷されずXNA Game Studio 2.0がVisual Studio 2005の全エディションに対応することで代替された。
XNA Game Studio 2.0は Xbox LIVE/Games for Windows - LIVE に対応したネットワークゲームを構築可能である。

#### XNA Game Studio 3.0
2008年10月30日に正式公開された。この版からZuneにも対応した。Visual Studio 2008に対応し、LINQなど、式木を除くC# 3.0の新機能も使用可能となっている。

#### XNA Game Studio 3.1
2009年6月11日に正式公開された。3.0のマイナーアップデートだが、Xbox 360のアバター、Xbox Live Party、および動画再生などに対応した。

#### XNA Game Studio 4.0
2010年9月16日に正式公開された。このバージョンのXNA Game Studioは、2010年10月15日に正式公開されたWindows Phone Developer Toolsという、Windows Phone 7用アプリケーション開発キットに付属するようになっている。ただし、スタンドアローンインストーラーも別途提供されており、単体でのダウンロードおよびインストールも可能である。Visual Studio 2010に対応している。
特に大幅な変更のあったグラフィックス関係のAPIは、XNA 3.xまでのDirect3D 9をほぼラップした形のものから大幅に刷新され、Direct3D 10以降の洗練されたインターフェイスをある程度模倣したものとなっている（ただし内部的には依然としてDirect3D 9のラッパーでしかないため、Windows Vista/7であってもDirect3D 10の機能は使えない）。
XNA 4.0では、これまでのWindowsおよびXbox 360に加えて、Windows Phone 7を動作プラットフォームとしてサポートするようになった。一方、Zune/Zune HDのサポートは終了し、Windows Phone 7用ゲームとして移行する必要がある。
また、XNA 4.0では、Windows 7およびWindows Phone 7のマルチタッチ機能やセンサー機能を利用できるようになった。
さらに、動作プラットフォームを厳密に規定するための、ReachプロファイルおよびHiDefプロファイルという概念が追加された。

## Dream‐Build‐Play
XNA Game Studio Expressを使用してゲーム製作を競う「Dream‐Build‐Play（ドリーム ビルド プレイ）」コンテストが開催されている。優勝者の作品はLiveアーケードにて配信される。2007年、2008年と現在までに2回行われている。